# باشگاه فوتبال فامالیکاو
باشگاه فوتبال فامالیکاو (به پرتغالی: Futebol Clube de Famalicão)، یک باشگاه فوتبال پرتغالی مستقر در شهر ویلا نوا د فامالیکاو است. این باشگاه در ۲۱ اوت ۱۹۳۱ تاًسیس شده و در حال حاضر در لیگ برتر فوتبال پرتغال مشغول به فعالیت است.